# Pippa Norrisová
Pippa Norrisová (nepřechýleně Norris; * 10. července 1953 Londýn) je britsko-americká politoložka. Je držitelkou bakalářského titulu v oblasti politologie a filozofie na University of Warwick. A na School of Economics v Londýně získala magisterský a doktorský titul v oblasti politologie. Ve svém výzkumu se zabývá zejména tématy veřejného mínění a volebních systémů a genderových studií. Její výzkumy mají celosvětový význam s přesahem do dalších sociálních věd. Je lektorkou současné politiky na Kennedy School of Government, Harvard University

## Ceny a ocenění
Pippa Norrisová je držitelkou mnoha mezinárodních ocenění. V roce 2018 byla jmenována členkou Americké akademie věd a umění. V roce 2017 obdržela cenu Sir Isiah Berlin Award za celoživotní přínos politologii asociace politických studií ve Velké Británii. V roce 2016 byla australskou asociací politických studií za akademické vedení v politických vědách. Je také držitelkou čestných doktorátů od Edinburgh University a Leuphan University v Lüneburgu. Již od roku 2011 je také držitelkou čestného uznání od asociace politických studií ve Velké Británii.

## Veřejná služba
Veřejná služba Pippy Norrisové zahrnuje práci pro Rozvojový program OSN (UNDP, United Nations Development Programme). Zároveň pracovala jako expertní poradkyně pro několik mezinárodních organizací včetně OSN, UNESCO, Radu Evropy, Národní nadaci pro demokracii a britskou volební komisi. Její práce byly publikovány v mnoha světových jazycích, například ruština, němčina, francouzština, španělština, italština, portugalština, nizozemština, švédština, ale i mimo evropských jako čínština, arabština, japonština a mnoho dalších. Její články byly publikovány v European Journal of Political Research, the International Political Science Review, Political Studies, Political Communication, British Journal for Political Science, Electoral Studies and Legislative Studies. Je také zakladatelkou The Harvard International Journal of Press/Politics.

## Profesní kariéra
Byla jmenována do koncilu Americké asociace politických věd (American Political Science Association). Je také vysokou činitelkou International Political Science Association (IPSA) a Political Science Association of the UK (PSA). Pippa Norrisová je také prezidentkou výzkumné skupiny zaměřující se na genderová studia při American Political Science Association. Také přednáší obor politologie na Edinburgh University.

## Výzkum
V roce 2012 provedla výzkum týkající se integrity voleb. Především se zaměřila na otázky proč volby selhávají, jaký to má význam a co udělat pro to, aby byly volby méně nelegálně ovlivnitelné. Na projektu se podílelo i několik týmů výzkumníků z Mexika, Ruska a Indie. Výzkum vyvolal diskuzi mezi politiky a politology.
Dále se podílela například na výzkumu TrustGov, který se zaměřil na upadající důvěru společnosti v demokratické vlády a instituce. Hlavními cíli bylo rozšířit znalost ohledně toho, co ovlivňuje důvěryhodnost lidí a vyvinout způsoby, jakými rozšířit vědecké důkazy týkající se důvěry ve vládu a různé instituce.

## Publikace
Pippa Norrisová napsala téměř 50 knih, většina se týká jejích výzkumů ohledně politiky. Například kniha Critical Citizens se vztahuje k jejímu výzkumu TrustGov.
Její poslední kniha Cultural Backlash: Trump, Brexit, and Authoritarian Populism popisuje nástup populistických lídrů v několika zemích včetně USA a Velké Británie. V knize rozšiřuje obecnou teorii tichého nástupu politických populistů a jejich podpory mezi voliči. Nakonec shrnuje nebezpečí spojené s tímto nástupem a jak se pokusit o snížení rizika ohrožení liberální demokracie. Též je velmi aktivní na sociální síti Twitter, kde vyjadřuje svůj názor k aktuálním tématům.

## Rozdělení digitální propasti podle Pippy Norrisové
1. Globální digitální propast: Popisuje především rozdíly mezi přístupem k internetu ve vyspělých a v rozvojových zemích. Kvůli nemožnosti připojení v chudších částech světa přetrvává rozdíl mezi vyspělými chudými státy. Chudé státy tak stále zůstávají nejchudšími.
2. Sociální digitální propast: Je měřítko, které ukazuje rozdíl v přístupu k informacím mezi lidmi s různým socioekonomickým statusem. Podle Pippy Norrisové sociální digitální propast nezmizí ani s internetem, protože ani ten nesmaže stálé sociální rozdíly. Na vzdělání, příjmu a pracovním statusu stále záleží.
3. Demokratická digitální propast: Určuje to, jak lidé využívají informační technologie a zapojují se pomocí nich do veřejného života.

## Publikace
- Pippa Norris and Ronald Inglehart. 2019. Cultural Backlash.New York: Cambridge University Press.
- Pippa Norris. 2017. Strengthening Electoral Integrity New York: Cambridge University Press.
- Pippa Norris. 2015. Why Elections Fail. New York: Cambridge University Press.
- Pippa Norris. 2014. Why Electoral Integrity Matters. New York: Cambridge University Press.
- Pippa Norris. 2012. Making Democratic Governance Work: The Impact of Regimes on Prosperity, Welfare and Peace. New York: Cambridge University Press.
- Pippa Norris. 2011. Democratic Deficit: Critical Citizens Revisited. New York: Cambridge University Press.
- Pippa Norris and Ronald Inglehart. 2009. Cosmopolitan Communications: Cultural Diversity in a Globalized World. New York: Cambridge University Press
- Pippa Norris. 2008. Driving Democracy: Do Power-Sharing Institutions Work? New York: Cambridge University Press.
- Pippa Norris. 2005. Radical Right: Voters and Parties in the Electoral Market. New York: Cambridge University Press.
- Pippa Norris and Ronald Inglehart. 2004. Sacred and Secular: Politics and Religion Worldwide. New York: Cambridge University Press.
- Pippa Norris. 2004 Electoral Engineering: Voting Rules and Political Behavior. New York: Cambridge University Press.
- Ronald Inglehart and Pippa Norris. 2003. Rising Tide: Gender Equality & Cultural Change around the World. Coauthored with Ronald Inglehart. New York: Cambridge University Press.
- Pippa Norris. 2002. Democratic Phoenix: Reinventing Political Activism. New York: Cambridge University Press.
- Pippa Norris. 2001 Digital Divide? Civic Engagement, Information Poverty and the Internet Worldwide. Cambridge: Cambridge University Press. Pp. 303.
- Pippa Norris. 2000 A Virtuous Circle? Political Communications in Post-Industrial Democracies. Cambridge: Cambridge University Press. Pp. 398.
- Pippa Norris, John Curtice, David Sanders, Margaret Scammell and Holli A. Semetko. 1999. On Message. Sage.
- Pippa Norris. 1997. Electoral Change Since 1945. Sage.
- Pippa Norris and Joni Lovenduski. 1995. Gender, Race, and Class in the British Parliament. Cambridge University Press.
- Pippa Norris. 1990. British By-elections. Blackwell.
- Pippa Norris. 1986. Politics and Sexual Equality. Lynne Reinner.[5]